# Mashonarus guttatus
Mashonarus guttatus là một loài nhện trong họ Salticidae.
Loài này thuộc chi Mashonarus. Mashonarus guttatus được Wanda Wesołowska & Cumming miêu tả năm 2002.